# 文斯·克拉克
文斯·克拉克（英語：Vince Clarke，1960年7月3日—），是一名英格兰創作音乐家和作曲家。他是樂團流行尖端的創始成员之一。他加入的乐队中，大部分的創作歌曲也是由他執筆。2020年，作为流行尖端成员之一的克拉克入选摇滚名人堂。